# Дасени, Иско
Иско Дасени (груз. ისკო დასენი, род. 30 марта 1958, Тбилиси, Грузинская ССР) — грузинский юрист, государственный и политический деятель. Депутат парламента Грузии VI и VII созывов (с 2016 года). 

## Биография
Родился 30 марта 1958 года в Тбилиси, Грузинской ССР. 
С 1976 по 1978 годы проходил действительную военную срочную службу в рядах Советской Армии. С 1979 по 1985 годы году успешно прошёл обучение на юридическом факультете Тбилисского государственного университета, присвоена квалификация юрист. 
С 1979 по 1985 годы работал диктором Курдского радио на Гостелерадио.  
С 1986 по 1990 годы работал следователем в прокуратуре Кировского района города Тбилиси. С 1990 по 1992 годы осуществлял трудовую деятельность следователем прокуратуры Тбилисского района Крцаниси. С 1992 по 1993 годы являлся помощником прокурора того же района. С 1993 по 2004 годы занимал должность главного следователя по особо важным делам следственного отдела генеральной прокуратуры Грузии. 
С 2004 по 2010 годы работал в должности прокурора следственного отдела Генеральной прокуратуры Грузии. С 2010 по 2011 годы являлся прокурором районной прокуратуры Исани-Самгори в городе Тбилиси. 
С 2012 по 2016 годах осуществлял деятельность председателя совета директоров микрофинансовой организации "Лидер кредит". С 2011 по 2016 годы являлся членом Ассоциации адвокатов Грузии. 
В 2016 году избрался депутатом парламента Грузии 6-го созыва по партийному списку от избирательного блока "Грузинская мечта - Демократическая Грузия". 
В 2020 года вновь избран депутатом парламента Грузии 7-го созыва по партийному списку от избирательного блока "Грузинская мечта - Демократическая Грузия".
Владеет русским, грузинским и курманджи языками. Женат имеет двоих детей. 